# Tzeims Eymorfidīs
Tzeims Eumorfidīs (in greco Τζέιμς Ευμορφίδης?; traslitterato anche James Efmorfidis; Atene, 18 gennaio 1996) è un calciatore greco, attaccante svincolato.

## Caratteristiche tecniche
È un'ala destra.

## Carriera
Nato ad Atene, trascorre la propria formazione giovanile fra Grecia (AEK Atene), Spagna (Real Madrid, Barcellona) e Olanda (Ajax, AZ Alkmaar). Il 15 agosto 2016 debutta fra i professionisti disputando con lo Jong AZ Alkmaar l'incontro di Eerste Divisie perso 3-1 contro lo Jong Sparta; nel gennaio seguente passa in prestito al Larissa che lo impiega solamente in due incontri di Souper Ligka Ellada.
Nel 2017 passa all'Almere City dove dopo una prima stagione trascorsa con la squadra riserve si guadagna un posto da titolare collezionando 54 presenze fra campionato e coppe tra il 2018 ed il 2020. Nel giugno 2020 passa a titolo definitivo all'RKC Waalwijk, con cui debutta in Eredivisie il 13 settembre giocando l'incontro perso 1-0 contro il Vitesse.

## Statistiche
Statistiche aggiornate al 14 gennaio 2021.

### Presenze e reti nei club
| Stagione                | Squadra                 | Campionato              | Campionato | Campionato | Coppe nazionali | Coppe nazionali | Coppe nazionali | Coppe continentali | Coppe continentali | Coppe continentali | Altre coppe | Altre coppe | Altre coppe | Totale | Totale | Totale |
| Stagione                | Squadra                 | Comp                    | Pres       | Reti       | Comp            | Pres            | Reti            | Comp               | Pres               | Reti               | Comp        | Pres        | Reti        | Pres   | Reti   |        |
| ----------------------- | ----------------------- | ----------------------- | ---------- | ---------- | --------------- | --------------- | --------------- | ------------------ | ------------------ | ------------------ | ----------- | ----------- | ----------- | ------ | ------ | ------ |
| 2016-gen. 2017          | Jong AZ Alkmaar         | 2D                      | 7          | 1          |                 | -               | -               |                    | -                  | -                  |             | -           | -           | 7      | 1      |        |
| gen.-giu. 2017          | Larissa                 | SL                      | 2          | 0          | CG              | 0               | 0               |                    | -                  | -                  |             | -           | -           | 2      | 0      |        |
| 2017-2018               | Jong Almere City        | 2D                      | 15         | 4          |                 | -               | -               |                    | -                  | -                  |             | -           | -           | 15     | 4      |        |
| 2018-2019               | Jong Almere City        | 2D                      | 1          | 0          |                 | -               | -               |                    | -                  | -                  |             | -           | -           | 1      | 0      |        |
| Totale Jong Almere City | Totale Jong Almere City | Totale Jong Almere City | 16         | 4          |                 | -               | -               |                    | -                  | -                  |             | -           | -           | 16     | 4      |        |
| 2018-2019               | Almere City             | 1D                      | 35+2       | 9          | CO              | 1               | 0               |                    | -                  | -                  |             | -           | -           | 38     | 9      |        |
| 2019-2020               | Almere City             | 1D                      | 15         | 4          | CO              | 1               | 0               |                    | -                  | -                  |             | -           | -           | 16     | 4      |        |
| Totale Almere City      | Totale Almere City      | Totale Almere City      | 52         | 13         |                 | 2               | 0               |                    | -                  | -                  |             | -           | -           | 54     | 13     |        |
| 2020-2021               | RKC Waalwijk            | ED                      | 5          | 0          | CO              | 0               | 0               |                    | -                  | -                  |             | -           | -           | 5      | 0      |        |
| Totale carriera         | Totale carriera         | Totale carriera         | 0          | 0          |                 | 2               | 0               |                    | -                  | -                  |             | -           | -           | 0      | 0      |        |